# الحرب الأهلية الأوروغوانية
الحرب الأهلية الأوروغوانية، والتي تُعرف في الإسبانية باسم «الحرب الكبرى»، هي سلسلة من النزاعات المسلحة نشبت بين قادة استقلال الأوروغواي. رغم التأريخ الرسمي للحرب من العام 1839 حتى العام 1851، فقد شكّلت جزءًا من الصراعات المسلحة التي بدأت في العام 1832 وتواصلت حتى لقي البلانكوس هزيمتهم العسكرية النهائية في العام 1904. انبثق حزب كولورادو بدعم من أنصار الرئيس فروكتوزو ريفيرا، والحزب الوطني بدعم من أنصار الرئيس مانويل سيفيرينو أوريبي، كما تحصّل كلاهما على مؤازرة ودعم من مصادر خارجية، جاء جزءٌ منها من الإمبراطورية البرازيلية المجاورة، والكونفدرالية الأرجنتينية، ومحافظة بوينس آيرس، وجاء الجزء الآخر من القوى الأوروبية، لا سيما من الإمبراطورية البريطانية وملكية يوليو الفرنسية، بالإضافة إلى اشتراك فيلق من المتطوعين الإيطاليين ضمّ جوزيبي غاريبالدي.
مثّلت حالة التنوع الكبيرة للجنسيات المنخرطة في صف القوات العسكرية الداعمة لحزب كولورادو عقبةً في حال رغبت بالتعبير عن نضالها على أساس «التحرر الوطني»، وعوضًا عن ذلك، تبنّى حزب كولورادو خطابًا بشأنهم يصفُ قتالهم بالدفاع عن «الإنسانية» و «الحضارة» ضد «الاستبداد».
ولأن عدد سكان أوروغواي في ذلك الحين كان 60,000 تقريبًا، يستقرّ 15,000 منهم في مونتيفيديو، فقد كان من النادر أن يبلغ عدد «الجيوش» المحشودة أكثر من ألفي جندي وخيّالة.

## ريفيرا ضد لافاليها
في أعقاب إعلان استقلال أوروغواي في العام 1828، نشب صراع على السيادة بين قائد مجموعة الثلاثة والثلاثون شرقيًا خوان لافاليها والقائد العسكري المخضرم فروكتوزو ريفيرا، الذي اختِير في 6 نوفمبر 1830 كأول رئيس لأوروغواي. في يونيو 1832، حاول مؤيدو لافاليها قتل ريفيرا، وفي 3 يوليو انشقت حامية مونتيفيديو، مطالبةً بتنصيب لافاليها قائدًا أعلى للقوات المسلحة. بعونٍ من أنصار المركزية الأرجنتينيين انتصر ريفيرا على لافاليها في 18 سبتمبر 1832 في توبامباي، وهو ما دفع لافاليها للفرار إلى مقاطعة ريو غراندي دو سول البرازيلية. وفيها حشد لافاليها قوة عسكرية جديدة بدعم من رجل بوينس آيرس القوي خوان مانويل دي روساس، وفي مارس 1834 غزا لافاليها الأوروغواي، ليلقى الهزيمة أمام ريفيرا مرة أخرى.

## ريفيرا ضد أوريبي
في 1 مارس 1835، انتُخب مانويل أوريبي، والذي كان هو الآخر من مجموعة الثلاثة والثلاثون شرقيًا، انتُخب كثاني رئيس للأوروغواي، مع بقاء ريفيرا قائدًا للجيش. اتخذ أوريبي سياساته الخاصة، وفي يناير 1836 عزل ريفيرا من القيادة ومنح العفو للافاليها لرفيقه القديم في السلاح.

### البلانكوس ضد الكولورادوس
في 16 يوليو 1836، ثارَ ريفيرا ضد أوريبي. ولتمييز جنوده عن غيرهم، أمر أوريبي جنوده بارتداء عصابة ذراع بيضاء. وأمر ريفيرا أنصاره بارتداء اللون الأزرق، ونظرًا لبهوتِها سريعًا، راحوا يرتدون عصابات ذراع حمراء. وانطلاقًا من تلك الفروق العسكرية، سرعان ما ظهر فصيل المحافظين بلانكوس ("البيض") والليبرالي كولورادوس ("الحمر"). قاد فركتوزو ريفيرا الكولورادوس الذي مثل المصالح التجارية لمونتيفيديو؛ في حين ترأس مانويل أوريبي فصيل البلانكوس، الذي عُني بالمصالح الزراعية للريف ونادى بسياسة الحمائية.